# Patania deficiens
Patania deficiens is een vlinder uit de familie van de grasmotten (Crambidae). De wetenschappelijke naam van de soort werd in 1887 als Coptobasis deficiens gepubliceerd door Frederic Moore.
Deze soort komt voor in Sri Lanka, China, Taiwan, Thailand, Indonesië en Japan.